# Мечеть Амберийе
Мечеть Амберийе также известна как мечеть Хамидие (араб. مسجد العنبرية‎, тур. Amberiye Mescidi) — мечеть в города Медина в Саудовской Аравии

## История
Мечеть Амберийе была построена османами во времена турецкого владычества в Медине.
Мечеть была построена в 1908 году по приказу османского султана Абдул-Хамида II, в рамках проекта Хеджазской железной дороги рядом с железнодорожным вокзалом Аль-Муазим.  Она названа в честь Амбарийских ворот, рядом с которым была расположена мечеть.
Мечеть Амберийе является одним из немногих исторических зданий построенных во времена когда Османская империя владела Хиджазом, которые не были разрушены правительством Саудовской Аравии. 

## Описание
Мечеть Амберийе построена в османском архитектурном стиле. Имеет два минарета, один большой и пять малых куполов. 